# Мадачка
Мадачка (словац. Madačka) — річка в Словаччині; ліва притока Тисовника довжиною 25 км. Протікає в окрузі Лученець.
Витікає в масиві Оструожки на висоті 660 метрів. Протікає територією сіл Абелова і Шуля.
Впадає в Тисовник на висоті 280 метрів.